# Ari Pitombo
Ari Boto Pitombo (Vila Nova, Neópolis, Sergipe, 20 de janeiro de 1909 – Rio de Janeiro, 16 de julho de 1991) foi um advogado e político brasileiro.
Filho de Luís Pitombo Filho e de Maria Boto Pitombo. Casou com Elsa França Pitombo. Em dezembro de 1937 bacharelou-se em direito pela Faculdade de Direito de Niterói.
Nas eleições de janeiro de 1947 foi eleito deputado à Assembléia Constituinte de Alagoas pelo Partido Trabalhista Brasileiro (PTB). Após a promulgação da Constituição Estadual e a transformação da Constituinte em Assembleia Legislativa, licenciou-se para assumir a Secretaria do Interior, Educação e Saúde Pública do estado, no governo de Silvestre Péricles de Góis Monteiro. Nas eleições de outubro de 1950 elegeu-se deputado federal por Alagoas pelo Partido Social Trabalhista (PST), assumindo o mandato em fevereiro do ano seguinte. Reelegeu-se nas eleições de outubro de 1954, pelas Oposições Coligadas. Nas eleições de outubro de 1958 voltou a eleger-se, pela Frente Democrática Trabalhista. Foi reeleito nas eleições de 7 de outubro de 1962, pela Coligação Democrática Nacionalista.